# Iris Marion Young
Pour les articles homonymes, voir Young.
Iris Marion Young (2 janvier 1949 – 1er août 2006) est une professeure de science politique, philosophe et féministe américaine, connue pour ses travaux sur la nature de la justice et sur les différences sociales. Elle a notamment été professeure de science politique à l'université de Chicago et est une figure éminente du centre des études sur le genre (Center for Gender Studies) et du programme des droits de l'homme de l'université. Ses recherches couvrent les théories politiques contemporaines, les théories féministes, et l'analyse des politiques publiques. Elle considère l'activisme politique comme important et encourage ses étudiants à s'impliquer eux-mêmes dans leurs communautés.

## Biographie
Iris Marion Young est née à New York et a étudié la philosophie au Queens College. Elle obtient à l'université d'État de Pennsylvanie un doctorat de philosophie en 1974. Avant d'intégrer l'université de Chicago, elle enseigne la science politique pendant 9 ans à l'université de Pittsburgh, ainsi que la philosophie dans plusieurs autres institutions, comme l'université de Miami ou l'institut polytechnique de Worcester. En 1995, Young est professeur invité à l'université Goethe de Francfort-sur-le-Main. En 2000, elle obtient le poste de professeur de science politique à l'université de Chicago.

## Contribution philosophique

### Féminisme
Selon Marie Garrau et Alice Le Goff, Iris Marion Young est l'une des représentantes les plus importantes de la philosophie politique féministe américaine contemporaine. Selon Diane Lamoureux, Iris Marion Young a commencé par se poser des questions sur le système politique et celle-ci a remarqué que ce système était dominateur et oppressant. Cela a donc amené cette dernière à avoir une vision du féminisme qui reposait sur une compréhension du patriarcat comme facteur d'inégalité dans notre système social tout comme le racisme, le capitalisme ou l'hétérosexisme.
Selon Diane Lamoureux, Iris Marion Young présente un idéal de civilité basé sur quatre grands principes : l’absence d’exclusion, la diversité, la curiosité envers les autres et la publicité. Celle-ci dénonçait l'égocentrisme de notre société par rapport aux uns et aux autres. Selon elle, si notre système ne change pas c'est parce qu'il plait aux plus riches et que ceux-ci ne pensent pas aux minorités qui ont de la difficulté à vivre dans notre système qui n'est pas du tout équitable pour tout le monde.
Selon l’analyse de Diane Lamoureux, professeure au département de science politique de l’Université Laval, de deux ouvrages importants d’Iris Marion Young : Justice and the Politics of Difference et Democracy  and Inclusion, Young étudierait les phénomènes d’exclusion sur la base de la domination et de l’oppression. Dès lors, le problème de l'exclusion politique ne se limiterait pas à des problèmes de reconnaissance ou de redistribution, mais serait un enjeu dans l’organisation sociale de notre société, le problème principal étant son caractère dominant et oppressif.
Elle n'adhèrerait pas à la vision libérale de l'universalisme (qui présumerait la négation de la différence et l'abstraction des situations sociales) et elle affirmerait que cet universalisme cache la domination de certains groupes sociaux. Ainsi, la société ne serait pas une simple collection d'individus, mais serait plutôt constituée de divers groupes sociaux résultant de structures sociales.
En outre, les relations qui s'établiraient entre ces groupes ne seraient pas égalitaires, mais seraient souvent construites sur une base de domination et d’oppression. Cette oppression prendrait, selon Young, cinq aspects principaux : l’exploitation, la marginalisation, l’impuissance, l’impérialisme culturel et la violence. Cette oppression créerait la division et l'exclusion sociale et conduirait à des injustices sociales.
Compte tenu de l'existence d'injustices réelles dans notre société, nous devrions identifier à la fois la compréhension de la justice développée par Young et les moyens par lesquels elle suggérerait de réparer des injustices spécifiques. Elle proposerait donc deux idées principales pour réparer ces injustices sociales: premièrement, il ne faudrait pas effacer les différences sociales derrière un projet d’émancipation globale; deuxièmement, pour lutter contre les injustices liées à la division sociale, il faut d'abord reconnaître positivement cette division sociale et traiter différemment les personnes, entre autres, par l’action positive ou par des modes de représentations politiques spécifiques.
Tout d’abord, lors de ses écrits sur les femmes, Iris Marion Young a approfondi sur un sujet qui est l’intentionnalité entravée, comme le nomme Marie-Anne Casselot. Iris Marion Young proclame que les femmes n’utilisent pas tout leur potentiel dans la vie quotidienne, puisque lorsqu’elles ont un but en tête, elles n’arrivent pas à l’atteindre, car elles sous-estiment leurs compétences. Ceci se reflète par le fait que lorsqu’elles doivent accomplir quelque chose, il y a toujours une partie d’elles qui ne pensent pas qu’elles puissent être capables de le faire. Donc, ce doute constant présent chez les femmes, les empêche d’achever ce dont elles ont le pouvoir de faire. Comme on peut lire dans l’article de Marie-Anne Casselot, selon Young, il y a une contradiction dans les mouvements des femmes, puisque lorsqu’elles ont envie de réaliser une tâche, elles accomplissent autre chose que le but qu’elles se sont fixé.
Ensuite, selon Claire Hancock, Iris Marion Young pense que l’injustice n’est pas causée par une personne, mais plutôt causée par les choix de chaque être vivant. Selon Iris Marion Young, ces choix ont une répercussion sur l’injustice qu’on retrouve partout dans le monde. Il faut donc que chaque être humain agisse afin de pouvoir accomplir un changement. De plus, elle insiste sur le fait qu’il n’y a pas de coupable qui a causé l’injustice, puisque si c’était le cas, cela reviendrait à dire que l’injustice est causée par une personne et que cela est un problème qui n’est plus d’actualité. Donc, selon elle, il vaut mieux dire qu’il y a des responsables qui ont causé l’injuste, c’est-à-dire les êtres humains. Iris Marion Young a développé encore plus sa pensée sur la cause de l’injustice en créant une formule qui permet de classer les différents degrés de responsabilité. Tout d’abord, elle a décidé de mettre en première place les personnes qui détiennent du pouvoir, puisqu’ils ont la capacité de faire changer le système. Ensuite, elle a mis les personnes privilégiées en deuxième place, puisque grâce à la grande richesse qu’ils détiennent, ils ont la capacité de payer des produits plus couteux, fabriqués par des personnes qui ne sont pas exploitées. Enfin, en troisième position, elle a classé les personnes qui subissent l’injustice.

## Œuvre
- (en) Iris Marion Young et Jeffner Allen, The Thinking Muse : feminism and modern French philosophy, Indianapolis, Indiana University press, 1989, 215 p. (ISBN 0-253-35980-5).
- (en) Iris Marion Young, On female body experience : throwing like a girl and other essays, London, Oxford University press, coll. « Studies in feminist philosophy », 2005, 177 p. (ISBN 978-0-19-516193-9) ; recueil d'articles[9].
- Iris Marion Young (trad. Donald A. Landes, Marie-Anne Casselot, Capucine Mercier), « Lancer comme une fille. Une phénoménologie de la motilité, de la spatialité et du comportement corporel féminins », Symposium: Canadian Journal of Continental Philosophy, no 2, 2017, p. 19-43 [lire en ligne (page consultée le 24 avril 2024)]
- (en) Daniel O'Neill (Éditeur scientifique), Iris Marion Young (Éditeur scientifique) et Mary Lyndon Shanley (Éditeur scientifique), Illusion of consent : engaging with Carole Pateman, University Park, Pennsylvania state university press, cop., 2008, 256 p. (ISBN 978-0-271-03351-8).
- (en) Iris Marion Young, Responsibility for justice, Oxford, Oxford university press, cop., coll. « Oxford political philosophy », 2011, XXV-193 p. (ISBN 978-0-19-539238-8)